# Karnier (Tasche)
Karnier ist heute die mundartliche Bezeichnung einer Ledertasche oder eines Ranzens.
Das Wort stammt aus dem lateinischen carneria, einem "Fleischbehälter", und ist in rechtlicher Bedeutung als Karniersack auch als Behältnis für Akten belegt.